# Galen Rathbun
Galen B. Rathbun (24 juni 1944 – 13 april 2019) is een Amerikaans bioloog en medeontdekker van Rhynchocyon udzungwensis.
In 1964 behaalde Rathbun de graad van Associate of Arts in de zoölogie aan het College of San Mateo in San Mateo (Californië). In 1968 behaalde hij een Bachelor of Arts aan de Humboldt State University in Arcata. In 1976 promoveerde hij in de zoölogie in Kenia aan de Universiteit van Nairobi, waarna hij onderzoek deed bij het Smithsonian National Zoological Park, onderdeel van het Smithsonian Institution. 
Als onderzoeker is hij gespecialiseerd in gedragsecologie van gewervelden, conserveringsbiologie van uitstervende soorten, en de toepassing van innovatieve veldtechnieken. Het grootste deel van zijn loopbaan deed hij onderzoek naar de Californische zeeotter en de lamantijn uit Florida. Rathbun is als honorair onderzoeksmedewerker verbonden aan de California Academy of Sciences.
Galen Rathbun en Francesco Rovero van het Museum voor Natuurwetenschappen van Trente, Italië, publiceerden in het Britse Journal of Zoology van februari 2008 hun bevindingen omtrent de ontdekking van het nieuwe zoogdier Rhynchocyon udzungwensis een springspitsmuis uit het geslacht der slurfhondjes, die voorkomt in het Udzungwagebergte in Tanzania en met een gewicht van 658 tot 750 gram de grootste springspitsmuis ter wereld is.